# Aziz Ezzat Pascià
Aziz Ezzat Pascià (in arabo عزيز عزت باشا‎?; Il Cairo, 24 giugno 1869 – Il Cairo, 12 aprile 1961) è stato un politico egiziano.

## Biografia
Nato al Cairo da una famiglia originaria dell'Albania, discendeva da Mohamed Alì Pascià per parte di madre, la principessa Fatma Fazil. Studiò al Jesus College di Cambridge e alla Royal Military Academy di Woolwich. Iniziò la carriera nella corte del chedivè Isma'il Pascià ie fu promosso a ministro degli affari esteri. Dopo la dichiarazione unilaterale di indipendenza dell'Egitto dal Regno Unito nel 1922, fu nominato ministro plenipoenziario della Corte di San Giacomo, ruolo che ricoprì dal 1923 al 1927. Fu ministro degli esteri d'Egitto dal 18 febbraio 1935 al 30 gennaio 1936.
Fu membro del Consiglio di reggenza durante la monarchia di Fārūq I. Fu reggente dal 28 aprile 1936 al 29 luglio 1937 con Mohammed Ali Tewfik e Sherif Sabri Pascià. Fu pertanto beneficiario di una notevole somma di denaro per l'epoca, circa 15 000 sterline egiziane.
È noto anche per aver partecipato ai primi anni di vita dell'Al-Ahly, società polisportiva del Cairo di cui, il 2 aprile 1908, divenne il presidente. Primo egiziano a ricoprire l'incarico e secondo nella storia del club, rimase in carica sino al 9 febbraio 1916. Fu presidente onorario del club dal 1929 al 1941.
Nel 1892 sposò in seconde nozze Behiye Yeghen Hanim, nipote per parte di madre del chedivè Isma'il Pascià. La coppia ebbe una figlia, Aysha Hanim (1893-1945), che nel 1912 sposò il principe Muhammad Alì Hassan Pasciò, altro nipote del chedivè Isma'il Pascià.